# Павел (Вильчинский)
Епископ Павел (в миру Иоанн Елевферьевич Вильчинский; 1829, село Малая Жмеринка, Винницкий уезд, Каменец-Подольская губерния — 4 (17) июня 1908, Балашов, Саратовская губерния) — епископ Русской православной церкви, епископ Пензенский и Саранский. Духовный писатель.

## Биография
Родился в 1829 году в семье священника села Малой Жмеринки Каменец-Подольской губернии Винницкого уезда.
В 1849 году окончил Подольскую духовную семинарию и в 1853 году — Киевскую духовную академию.
29 июня 1853 года пострижен в монашество с именем Павел, 10 июля рукоположён во иеродиакона, а 15 июля — во иеромонаха.
30 мая 1856 года утверждён в степени магистра богословия и назначен профессором Полтавской духовной семинарии.
С 6 ноября 1857 года — инспектор Харьковской духовной семинарии.
14 января 1862 года возведён в сан архимандрита.
С 3 апреля 1867 года — ректор Владимирской духовной семинарии.
8 января 1878 года хиротонисан во епископа Сарапульского, викарий Вятской епархии.
С 4 февраля 1878 года — епископ Чебоксарский, викарий Казанской епархии.
С 5 апреля 1882 года — епископ Саратовский и Царицынский.
С 16 декабря 1889 года — епископ Астраханский и Енотаевский.
С 21 ноября 1892 года — епископ Могилёвский и Мстиславский.
С 19 декабря 1892 года — епископ Астраханский и Енотаевский (вторично).
С 13 ноября 1893 года — епископ Пензенский и Саранский.
Первое, что было сделано им в Пензе - начато строительство нового здания семинарии, которое было окончено и освящено в 1899 году. Для епархиального женского училища было построено двухэтажное здание общежития, а для Пензенского духовного училища начато сооружение нового учебного корпуса.
Много внимания уделял строительству храмов и монастырей, открытию новых церковно-приходских школ, обучению священнослужителей, распространению благотворительности.
С 1899 года — почётный член Казанской духовной академии.
В 1901 году епископ Павел заболел и обратился в Святейший Синод с просьбой об увольнении на покой.
4 июня 1902 года прошение было удовлетворено, местом жительства определили Балашовский Покровский монастырь Саратовской епархии.
Скончался 4 июня 1908 года в Балашовском Покровском монастыре, Саратовской епархии.
После революции монастырь был разрушен. Место, где он похоронен, в настоящее время неизвестно.

## Награды
- Орден Святого Александра Невского[2](14.05.1896).